# 鹤岗市第一中学
鹤岗市第一中学，简称鹤岗一中，是黑龙江省鹤岗市的一所高级中学。
校园占地面积140000平方米，建筑面积85000平方米。
教学区有实验楼、办公楼、艺体楼、两幢教学楼；生活区有一幢学生宿舍楼、一幢食堂大楼；运动区有300米跑道标准运动场、游泳馆。

## 歷史
鹤岗市第一中学始建于1950年3月，1963年被省列为施行国家教育部颁发《全日制中学暂行工作条例(草案)》的重点中学，1980年被省批准为首批办好的重点中学，1992年在全省重点中学评估检查中，被评为省先进重点中学，1998年被省委、省政府命名为省级文明单位标兵。2000年首批跨入省级示范性高中行列。2004年被评为全国绿色学校。2005年被评为全国文明单位。

## 外部連結
- 鹤岗一中主页（页面存档备份，存于）